# Cryptachaea schneirlai
Cryptachaea schneirlai là một loài nhện trong họ Theridiidae.
Loài này thuộc chi Cryptachaea. Cryptachaea schneirlai được Herbert Walter Levi miêu tả năm 1959.